# Višňové (district de Znojmo)
Pour les articles homonymes, voir Višňové.
Višňové (en allemand : Wischenau) est un bourg (městys) du district de Znojmo, dans la région de Moravie-du-Sud, en République tchèque. Sa population s'élevait à 1 075 habitants en 2020.

## Géographie
Višňové se trouve à 16 km au nord-nord-est de Znojmo, à 41 km au sud-est de Brno et à 174 km au sud-est de Prague.
La commune est limitée par Medlice au nord, par Trstěnice à l'est, par Horní Dunajovice et Mikulovice au sud, et par Křepice à l'ouest.

## Histoire
La première mention écrite de la localité date de 1234.

## Transports
Par la route, Višňové se trouve à 14,5 km de Miroslav, à 25 km de Znojmo, à 61 km de Brno, et à 205 km de Prague.